# Karl Ludwig von Pritzelwitz (Generalmajor, 1768)

Karl Ludwig von Pritzelwitz

Karl Ludwig Heinrich Gottlob von Pritzelwitz (* 4. Mai 1768 in Wittendorf; † 1. April 1839 in Berlin) war ein preußischer Generalmajor.

## Leben

### Herkunft
Er war der Sohn des Landrats von Rosenberg Caspar Joachim von Pritzelwitz (1728–1812) und dessen Ehefrau Eva Maria Therese, geborene Freiin von Stechow (1744–1822) aus dem Hause Plawniowitz.

### Militärkarriere
Pritzelwitz besuchte zunächst das Kadettenhaus in Berlin und wurde am 11. April 1784 als Gefreiterkorporal im Infanterieregiment „von Bornstedt“ der Preußischen Armee angestellt. Dort wurde er am 29. März 1787 zum Fähnrich sowie am 17. Februar 1789 zum Sekondeleutnant befördert. Als solcher nahm er 1794/95 an der Niederschlagung des Aufstandes in Polen teil und fungierte während dieser Zeit als Adjutant des Generals von Kunheim. Mit der Beförderung zum Stabskapitän wurde Pritzelwitz am 24. März 1801 in das Infanterieregiment „von Braunschweig“ nach Halberstadt versetzt. Mit diesem Regiment nahm er während des Vierten Koalitionskriegs gegen Napoleon Bonaparte an der Schlacht bei Auerstedt teil, wurde dabei verwundet und nach der Niederlage Preußens zunächst inaktiv gestellt.
Aufgrund seiner in der Schlacht bei Auerstedt gezeigten Tapferkeit wurde Pritzelwitz auf Anordnung von König Friedrich Wilhelm III. in der Armee wieder angestellt und kam am 31. August 1808 als Kapitän mit Patent vom 14. Oktober 1806 zum Regiment der Garde zu Fuß. Bereits am 26. Dezember 1808 wurde er zum Major mit einem Patent vom 13. November 1808 befördert. Am 15. Dezember 1810 wurde Pritzelwitz zum Direktor der Geheimen Kriegskanzlei ernannt. Diesen Posten bekleidete er die kommenden 28 Jahre, avancierte zum Oberst und erhielt anlässlich seines 50-jährigen Dienstjubiläums des Roten Adlerordens II. Klasse mit Eichenlaub. Unter Beibehaltung seines vollen Gehalts wurde Pritzelwitz am 18. März 1839 mit dem Charakter als Generalmajor der Abschied gewährt.
Er wurde nach seinem Tod auf dem Invalidenfriedhof in Berlin beigesetzt. Das Grabmal ist nicht erhalten.

### Familie
Pritzelwitz heiratete am 20. November 1792 in Berlin Henriette Luise Friederike von Schladen (1773–1859), eine Tochter des Generalleutnants Karl Friedrich Gottlieb von Schladen. Aus der Ehe gingen folgende Kinder hervor:
- Karl Friedrich (1794–1870), preußischer Oberstleutnant, Hofmeister des Prinzen Friedrich von Preußen

⚭ 1825 Lyda von Hagen († 1828)
⚭ 1832 Agnes Ernestine Leopoldine Henriette von Holtzendorff (1798–1835), Tochter des Karl Friedrich von Holtzendorff
⚭ 1836 Franziska Jeanette von Winterfeld (1813–1888)
- Ferdinand Franz (1796–1846), preußischer Major ⚭ 1835 Elisabeth Charlotte Henriette Georgine von Dalwigk zu Schauenburg (1799–1853), geschiedene Erhardt, Tochter des Generalmajors Georg Ludwig Friedrich von Dalwig
- Henriette Luise (1798–1864) ⚭ 1825 Felix Graf von Königsdorff (1791–1836)
- Wilhelmine Henriette (*/† 1798)
- Ernst Karl (1799–1801)
- Leopold Ernst (1800–1853), preußischer Oberstleutnant ⚭ 1841 Luise von der Hagen († 1879?)
- Luise Henriette (1802–1813)
- Karoline (1804–1807)
- Emilie Mathilde (1806–1881) ⚭ Leopold von Ledebur (1799–1877), Geheimer Regierungsrat
- Sophie Laura (1807–1891), Stiftsdame in Geseke-Keppel
- Albert Karl Friedrich (1809–1903)
- Gustav (1813–1895), preußischer General der Infanterie ⚭ Karoline von Wrochem (1821–1907)
- Maria Henriette (1815–1857)
- Luise Lydia (1818–1895) ⚭ Wilhelm Freiherr von Boenigk (1806–1870)
- Charlotte Ida (*/† 1818)